# 145523 Лулінь
145523 Лулінь (145523 Lulin) — астероїд головного поясу, відкритий 7 березня 2006 року.
Тіссеранів параметр щодо Юпітера — 3,298.